# Rob Meijster

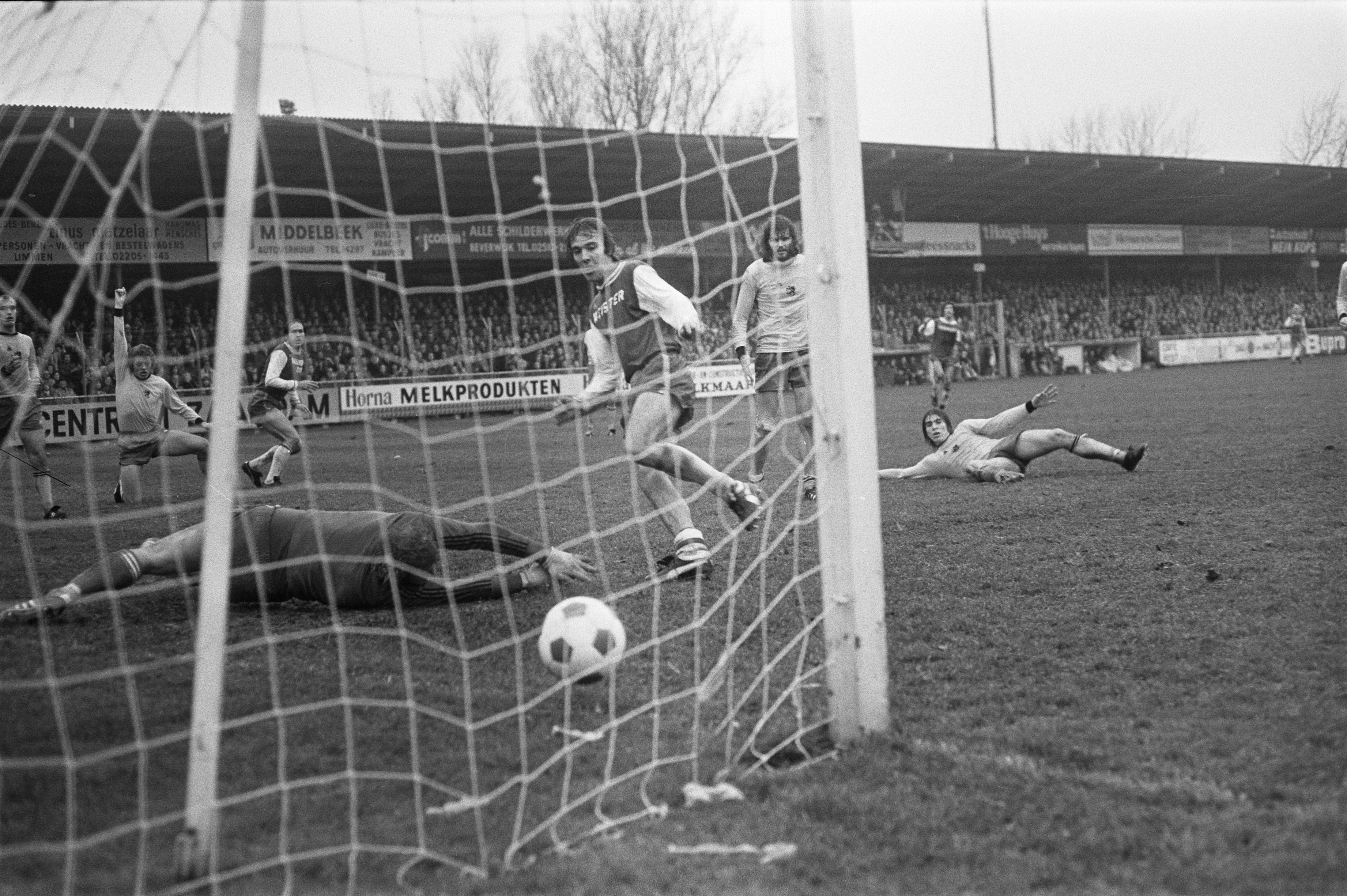
Rob Meijster (midden) scoort de eerste van zijn twee doelpunten tegen Ajax in december 1974

Rob Meijster (Rotterdam, 6 januari 1952) is een voormalig Nederlands voetballer die uitkwam voor AZ'67.
Meijster kwam in 1973 over van amateurclub Xerxes uit zijn geboorteplaats Rotterdam. In zijn debuutseizoen bij AZ kwam hij slechts tot vier wedstrijden. In zijn tweede seizoen (1974-1975) brak hij definitief door. Hij veroverde een basisplaats en had hij met twee treffers een belangrijk aandeel in de spectaculaire 3-0 overwinning op het grote Ajax. 
Door blessures raakte de carrière van Meijster, wiens naam jarenlang ten onrechte als Meister werd gespeld, echter in het slop en in 1977 moest hij noodgedwongen zijn professionele voetballoopbaan beëindigen.